# John Erik Andersson
John Erik Andersson (Trollhättan, 1907. június 25. – Göteborg, 1971. március 4.) svéd nemzetközi labdarúgó-játékvezető.

## Pályafutása

### Nemzetközi játékvezetés
A Svéd labdarúgó-szövetség Játékvezető Bizottsága (JB) terjesztette fel nemzetközi játékvezetőnek, a Nemzetközi Labdarúgó-szövetség (FIFA) 1932-től tartotta nyilván bírói keretében. Több nemzetek közötti válogatott és klubmérkőzést vezetett, vagy működő társának partbíróként segített. Az aktív nemzetközi játékvezetéstől 1956-ban búcsúzott. Válogatott mérkőzéseinek száma: 12.

#### Északi Kupa
| Időpont           | Helyszín                 | Mérkőzés típusa | Mérkőzés       | Eredmény |
| ----------------- | ------------------------ | --------------- | -------------- | -------- |
| 1967. október 28. | Park Stadion, Koppenhága | csoportkör      | Dánia–Norvégia | 0 : 1    |

## Magyar vonatkozás
| Időpont          | Helyszín                   | Mérkőzés típusa          | Mérkőzés                | Eredmény | Nézők száma |
| ---------------- | -------------------------- | ------------------------ | ----------------------- | -------- | ----------- |
| 1952. június 22. | Olimpiai Stadion, Helsinki | 283. válogatott mérkőzés | Finnország–Magyarország | 1 : 6    | 17 634      |
| 1955. május 19.  | Olimpiai Stadion, Helsinki | 317. válogatott mérkőzés | Finnország–Magyarország | 1 : 9    | 29 233      |

## Külső hivatkozások
- John Erik Andersson. World Referee. (Hozzáférés: 2012. október 14.)[halott link]
- John Erik Andersson. footballzz.com. (Hozzáférés: 2012. október 14.)
- John Erik Andersson. eu-football.info. (Hozzáférés: 2012. október 14.)